# Seznam naselij Medžimurske županije
Seznam naselij Medžimurske županije.
Opomba: Naselja v ležečem tisku so opuščena.

## B
Badličan - Banfi - Belica - Bogdanovec - Brezje - Brezovec - Bukovec - 

## C
Celine - Cirkovljan - 

## D
Dekanovec - Domašinec - Donja Dubrava - Donji Hrašćan - Donji Koncovčak - Donji Kraljevec - Donji Mihaljevec - Donji Pustakovec - Donji Vidovec - Donji Zebanec - Dragoslavec - Dragoslavec Breg - Dragoslavec Selo - Draškovec - Držimurec - Dunjkovec - 

## F
Ferketinec - Frkanovec - 

## G
Gardinovec - Goričan - Gornja Dubrava - Gornji Hrašćan - Gornji Koncovčak - Gornji Kraljevec - Gornji Kuršanec - Gornji Mihaljevec - Gornji Zebanec - Grabrovnik - Gradiščak - Grkaveščak - 

## H
Hemuševec - Hlapičina - Hodošan - 

## I
Ivanovec - 

## J
Jalšovec - Jurovec - Jurovčak - 

## K
Kapelščak - Knezovec - Kotoriba - Krištanovec - Križovec - Kuršanec - 

## L
Lapšina - Leskovec - Lopatinec - 

## M
Macinec - Mala Subotica - Mali Mihaljevec - Marof - Martinuševec - Mačkovec - Merhatovec - Mihovljan - Miklavec - 

## N
Nedelišče - Novakovec - Novo Selo Rok - Novo Selo na Dravi -

## O
Okrugli Vrh - Oporovec - Orehovica - Otok -

## P
Palinovec - Palovec - Peklenica - Plešivica - Pleškovec - Podbrest - Podturen - Praporčan - Prekopa - Preseka - Pretetinec - Prhovec - Pribislavec - Pušćine - 

## R
Robadje - 

## S
Savska Ves - Selnica - Sivica - Slakovec - Slemenice -  Stanetinec - Strahoninec - Strelec - Sveta Marija - Sveti Juraj u Trnju - Sveti Križ - Sveti Martin na Muri - Sveti Urban - 

## T
Totovec - Trnovec - Tupkovec - Turčišće - 

## V
Vratišinec - Vrhovljan - Vugrišinec - Vukanovec - Vularija - Vučetinec - 

## Z
Zasadbreg - Zaveščak - Zebanec Selo - 

## Č
Čehovec - Čestijanec - Črečan - Čukovec -

## Š
Šandorovec - Šenkovec - Štefanec - Štrigova - Štrukovec - 

## Ž
Žabnik - Železna Gora - Žiškovec - 